# Dölzig (Starkenberg)
Dölzig ist ein Ortsteil der Gemeinde Starkenberg im Landkreis Altenburger Land in Thüringen.

## Lage
Dölzig befindet sich mit seiner Flur am Nordufer des Gerstenbachs im Altenburger-Zeitzer Lösshügelland, einem Ausläufer der Leipziger Tieflandsbucht. Der Weiler liegt 1 Kilometer südlich von Starkenberg und 12 Kilometer westlich von Altenburg an der Kreisstraße 556.

## Geschichte
In der Zeit von 1181 bis 1214 fand der Autor die urkundliche Ersterwähnung, wogegen die Verwaltung der Gemeinde vom 1. April 1154  ausgeht. 1181 standen im Weiler fünf Häuser mit fünf Familien und 37 Einwohnern. Der slawische Ortsname bedeutet „Tal“. Dölzig gehörte zum wettinischen Amt Altenburg, welches ab dem 16. Jahrhundert aufgrund mehrerer Teilungen im Lauf seines Bestehens unter der Hoheit folgender Ernestinischer Herzogtümer stand: Herzogtum Sachsen (1554 bis 1572), Herzogtum Sachsen-Weimar (1572 bis 1603), Herzogtum Sachsen-Altenburg (1603 bis 1672), Herzogtum Sachsen-Gotha-Altenburg (1672 bis 1826). Bei der Neuordnung der Ernestinischen Herzogtümer im Jahr 1826 kam der Ort wiederum zum Herzogtum Sachsen-Altenburg. 1836 wurde Dölzig aus Dobitschen ausgepfarrt und 1840 nach Mehna eingepfarrt.
Nach der Verwaltungsreform im Herzogtum gehörte Dölzig bezüglich der Verwaltung zum Ostkreis (bis 1900) bzw. zum Landratsamt Altenburg (ab 1900). Juristisch war ab 1879 das Amtsgericht Altenburg und seit 1906 das Amtsgericht Meuselwitz für den Ort zuständig. Das Dorf gehörte ab 1918 zum Freistaat Sachsen-Altenburg, der 1920 im Land Thüringen aufging. 1922 kam es zum Landkreis Altenburg.
Dölzig bestand bis ca. 1950 aus einer Wassermühle, zwei Vierseithöfen, die für das Altenburger Land typisch waren, und 3 Häusern. In dieser Zeit wohnten ca. 37 Einwohner in Dölzig. Am 1. Juli 1950 wurde Dölzig nach Starkenberg eingemeindet. Bei der zweiten Kreisreform in der DDR wurden 1952 die bestehenden Länder aufgelöst und die Landkreise neu zugeschnitten. Somit kam Dölzig als Ortsteil von Starkenberg mit dem Kreis Altenburg an den Bezirk Leipzig; jener gehörte seit 1990 als Landkreis Altenburg zu Thüringen und ging 1994 im Landkreis Altenburger Land auf. Im Jahr 2012 waren 15 Einwohner gemeldet.